# Фијат CR.1
Фиат CR.1 (итал. Fiat CR.1) је једномоторни, једноседи, двокрилни ловачки авион направљен у Италији. Авион је први пут полетео 1923. године а производила га је фирма Fiat Aviazione (Фиат Авиационе). 

## Пројектовање и развој
На тендер Regia Aeronautica за замену ловаца Нијепор-Делаж NiD-29, 1923. године Fiat Aviazione је понудио два међусобно веома слична прототипа који су победили конкурента СИАИ С.52. Дорадом ових прототипова настао је авион CR.1 као и фамилија ловаца која је трајала читавих 18 година. Пројектант авиона Фиат CR.1 био је инжењер Челестино Росатели (Celestino Rosatelli) са својим тимом. Овај авион је за тадашње прилике имао специфичан облик, наиме код њега је доње крило било веће од горњег. У току експлоатационог века овог авиона покушало се да се авион побољша повећањем снаге мотора па су направљени модели CR.2, CR.5 и CR.10 али су се сви покушаји свели само на прототипове. На крају проблем је решен тако, што је 1926. направљен нови авион који је добио ознаку CR.20.

## Технички опис
Труп му је правоугаоног попречног пресека, бокови трупа и под су равни а поклопац трупа закривљен. Носећа конструкција трупа је дрвена. Дијагонале за учвршћење рамова су жичане. Прамац трупа у пределу мотора до кабине пилота је обложен алуминијумским лимом. Шперплочом је обложена горња страна трупа све до репа авиона. Изван лимене облоге, цео труп је обложен импрегнираним платном. Пилот је седео у отвореном кокпиту. Прегледност из пилотске кабине је била добра јер се хладњак налазио испред мотора. Два митраљеза су била у хаптичком пољу пилота тако да је могао интервенисати кад дође до њиховог застоја у раду.
Погонска група: Авион је био опремљен 8-мо цилиндричним течношћу хлађеним линијским мотором V распореда цилиндара, Hispano-Suiza 42 снаге 300 KS(220kW). На вратилу мотора је била причвршћена од слојевито лепљеног дрвета двокрака вучна елиса, непроменљивог корака. Хладњак за расхладну течност се налази испред мотора а иза елисе. Резервоар за гориво се налази у трупу авиона иза мотора. Ту је био смештен и резервоар за уље.
Авион Фиат CR.1 је двокрилац. Горње крило му је једноделно правоугаоног облика и мале дебљине. Конструкција крила је дрвена са две рамењаче. Крила су пресвучена импрегнираним платном. Горње крило је мање од доњег. Крила су међусобно повезана упорницама у облику решеткасте (мостовне) конструкције. Елерони се налазе само на доњем крилу. Конструкција им је дрвена, облога је од платна. Управљање елеронима је помоћу сајли за управљање. Доње крило је исте конструкције као и горње и има позитиван диедар. Горње крило је било померено ка кљуну авиона у односу на доње. Спојеви предње ивице са бочним ивица крила су полукружно изведени.
Репне површине се састоје од фиксних стабилизатора (вертикални и хоризонтални) и кормила дубине и правца. Њихова конструкција је као и крила дрвена а облога од платна.
Стајни орган је био класичан, направљен као челична конструкција у облику слова М, од заварених танкозидих цеви са фиксном осовином. Амортизација је била помоћу гумених каишева а на репном делу се налазила еластична дрвена дрљача.

## Наоружање
Авион је био наоружан са два, са елисом синхронизована митраљеза, која су се налазила испред пилота на горњој страни трупа, изнад мотора и пуцала су кроз обртно поље елисе.
| Наоружање авиона: Фиат         |            |
| Ватрено (стрељачко) наоружање  |            |
| Топ                            |            |
| Митраљез                       |            |
| Број и ознака митраљеза        | 2 х Викерс |
| Калибар                        | 7,7        |
| Бомбардерско наоружање (бомбе) |            |
| Ракетно наоружање (ракете)     |            |

## Верзије
- Фиат CR.2 - модел авиона са радијалним мотором Armstrong Siddeley Lynx снаге 187 KS (139 kW),(произвден 1 ком.)
- Фиат CR.5 - модел авиона са радијалним мотором  Alfa Romeo Jupiter снаге 420 KS (309 kW),(произвден 1 ком.)
- Фиат CR.10 - модел авиона са линијским V-12 мотором Fiat A.20 снаге 460 KS (338 kW), (произвден 1 ком.)
- Фиат CR.10 Idro - хидроавион, модел Фиат CR.10 са пловцима уместо конвенционалног стајног трапа.

## Оперативно коришћење
Италијанско ратно ваздухопловство (Regia Aeronautica) наручило је 240 CR.1 и почела замену старих ловаца 1924. До 1926. године, 12 италијанских ловачких ескадрила је добило авионе. Исте године Фиат је представио нову потпуно металну верзију, -{CR.20}. 
Током 1930-их, авионима CR.1 којима су истекли моторни ресурси, били су замењени мотори са Isotta Fraschini Asso Caccia моторима од 440 KS (328 kW), што је побољшало њихове перформансе и ти су авиони били у служби све до 1937. године. Иако је службовао дуги низ година у италијанском ратном ваздухопловству од 1925. до 1937. овај авион није учествовао ни у једном ратном сукобу тј. није имао борбених примена. Служба му је била типично мирнодопска: обезбеђење ваздушног простора, курирска служба, тренажа и обука пилота.
Девет авиона је купила Летонија и они су службовали у морнарици до 1936. године. Белгија и Пољска су одустале од куповине ових авиона.

## Земље које су користиле авион
- Италија
- Летонија